# 兵庫県立一庫公園
兵庫県立一庫公園（ひょうごけんりつひとくらこうえん）は兵庫県川西市にある公園。知明湖とその周辺の森林の環境保全を目的として開設された。

## 概要
川西市の北部、兵庫県と大阪府との県境に位置する。
一庫ダム建設により生まれた知明湖（ダム湖百選）と、その湖水面に半島のように突き出し知明山（標高349m）とその山麓に広がる森林に囲まれた面積48.2haの都市型自然公園である。
ここはかつて一庫炭の産地として知られた森である。一帯は猪名川渓谷県立自然公園の区域に指定されている。
1982年に都市計画に定められて県立公園の事業が開始され、1998年10月に開園した。

## ゾーン
- 水辺のゾーン - 知明湖、湖畔の道、知明りんどう橋、知明さくら橋
- 山のゾーン - 知明山の森の部分、自然観察の森、森の遊び場、こもれ陽広場
  - 一庫公園ネイチャーセンター -  日本野鳥の会が管理。一庫の自然・文化・歴史をテーマとするミュージアム
- 丘のゾーン -  知明湖と知明山の中間の森、見晴らしの丘、丘の流れ、森の広場、森の小道、出会いの谷

## 利用情報
- 開園時間
  - 5月～9月 - 9時～18時30分
  - 10月～4月 - 9時～17時30分
- 休園日 - 年末年始
- 入場料 無料

## 所在地
〒666-0103 兵庫県川西市国崎字知明1-6

## 交通アクセス
- 能勢電鉄 山下駅で阪急バス西能勢線に乗り換え「長原」バス停下車 徒歩15分